# 가토 사다야스
가토 사다야스(일본어: 加藤貞泰)는 아즈치모모야마 시대부터 에도 시대 전기에 걸친 무장·다이묘이다. 미노 구로노번, 호키 요나고번, 이요 오즈번의 초대 번주이다. 가토 미쓰야스(加藤光泰)의 차남이다.
|  | 구로노번 번주 (가토가) 1595년 ~ 1610년 | 후임 폐번 |

| 전임 나카무라 가즈타다 | 요나고번 번주 (가토가) 1610년 ~ 1617년 | 후임 폐번 |

| 전임 와키자카 야스모토 | 제1대 오즈번 번주 (가토가) 1617년 ~ 1623년 | 후임 가토 야스오키 |